# Гравитациони талас
Гравитациони таласи су таласања у закривљености простор-времена и они представљају носиоце гравитационе енергије кроз простор. Постојање гравитационих таласа се не може објаснити у класичној Њутновој механици, али су они последица Лоренц-инваријантности у општој теорији релативности.
Гравитационе таласе је теоретски предвидео 1916. године Алберт Ајнштајн у својој општој теорији релативности, а експериментално су по први пут директно детектовани 14. септембра 2015. године у склопу пројекта LIGO, како је објављено на конференцији Националне научне фондације 11. фебруара 2016. године. Детекција гравитационог таласа за који је утврђено да потиче од двојног система две црне рупе и који је емитован пре око милијарду година, извршена је уређајем који се заснива на раду Мајкелсоновог интерферометра. Пре ове директне детекције, постојали су и индиректни докази о њиховом постојању на основу анализе масивних двојних система у свемиру, чији чиниоци могу бити црне рупе, бели патуљци, неутронске звезде.